# Lichenophanes lucanus
Lichenophanes lucanus is een keversoort uit de familie boorkevers (Bostrichidae). De wetenschappelijke naam van de soort is voor het eerst geldig gepubliceerd in 1920 door Weber in Leng.